# Cambalida fulvipes
Cambalida fulvipes är en spindelart som beskrevs av Simon 1910. Cambalida fulvipes ingår i släktet Cambalida och familjen flinkspindlar.
Artens utbredningsområde är Guinea-Bissau. Inga underarter finns listade.